# Música electrònica
La música electrònica és un tipus de música produïda i interpretada predominantment amb instruments musicals electrònics, com el sintetitzador, el sampler, les caixes de ritmes seguint el patró rítmic de four-on-the-floor, els seqüenciadors i, més recentment els ordinadors, que gràcies als creixents desenvolupaments en tecnologia i en programari tenen un paper vital en la producció de la música electrònica contemporània. També s'hi solen utilitzar instruments electromecànics com la guitarra elèctrica o l'orgue Hammond. Hi ha una gran quantitat de gèneres de música electrònica, que mostren un ventall molt ample de sonoritats; des de la música ambiental fins a la música industrial més experimental, passant per estils com el synthpop, dance (i totes les seves variants), hip-hop o el chill out, tots ells tenen en comú l'ús predominant o exclusiu dels instruments electrònics.

## Història

### Orígens (segle XX – anys 1950)

#### Primers instruments electrònics
Abans de l'aparició dels instruments musicals electrònics, alguns avenços científics n'havien aplanat el camí, com ara el fonautògraf, el fonògraf de Thomas Alva Edison i, especialment, l'audion, una vàlvula triòdica que servia per amplificar senyals elèctrics i que gaudí d'un ample ús en les ràdios.
Una altra considerable invenció fou el Teleharmonium, un instrument electromecànic obra de l'inventor Taddeus Cahill el 1896, i que generava ones elèctriques mitjançant un procés semblant a la síntesi additiva, que fou popularitzada quasi 80 anys més tard per sintetitzadors digitals com el Yamaha DX7; una altra obra de Cahill fou el Dynamophone. El primer instrument purament electrònic fou el Theremin, inventat pel rus Leon Termen el 1918, i que tingué molt d'ús sobretot en bandes sonores de pel·lícules de ciència-ficció; un instrument semblant al Theremin, l'Ones Martenot, fou inventat uns anys més tard, cap a 1928, pel telegrafista francès Maurice Martenot, amb un so semblant al del Theremin, i molt utilitzat per compositors francesos de música clàssica, en particular l'influent Olivier Messiaen, representant també de l'ultra-racionalisme o serialisme integral.

#### Fonts: pioners de la música electrònica i la música concreta

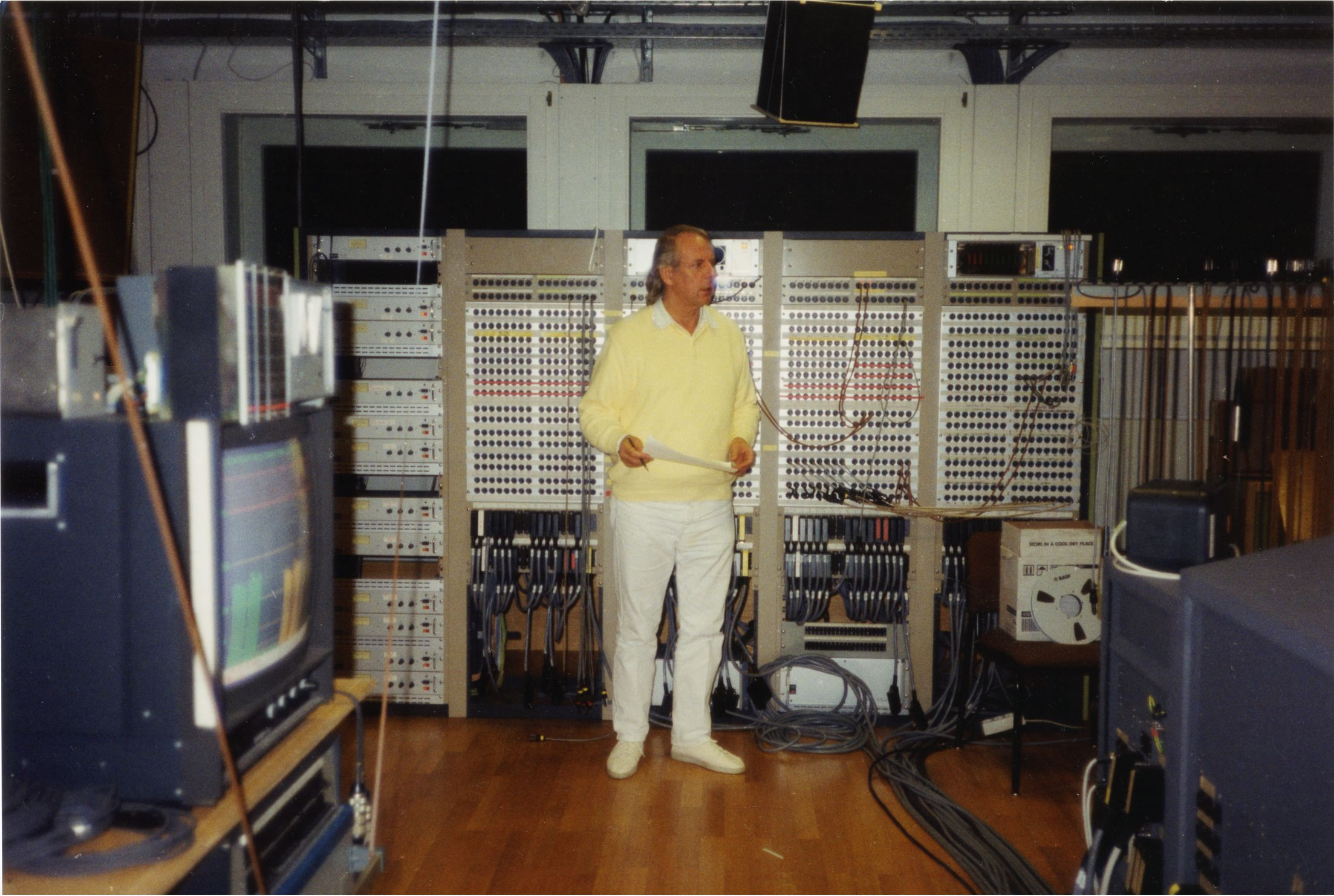
Un dels pioners de la música electrònica: Karlheinz Stockhausen

#### Nous instruments

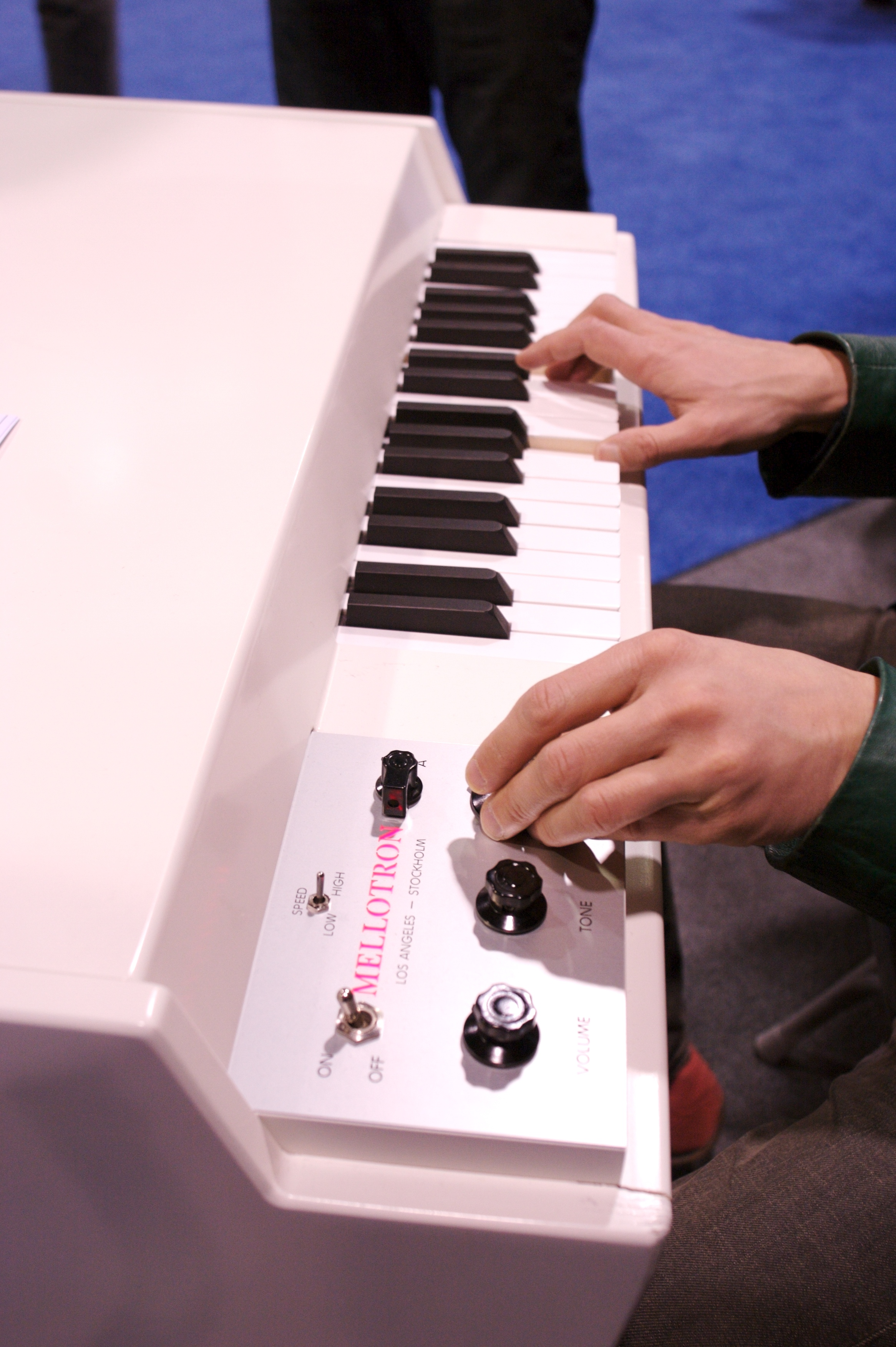
Mellotron

#### Nous models d'instruments electrònics

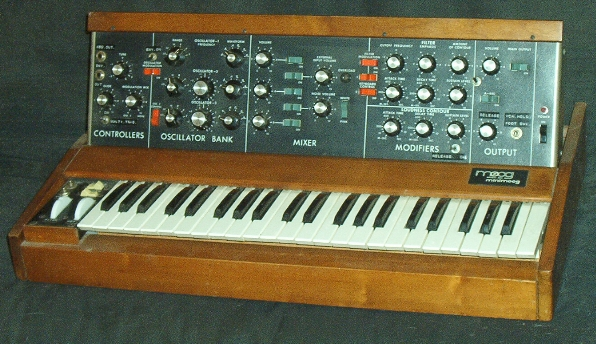
El Moog Minimoog

#### Nous estils electrònics: la música ambient, la música industrial, el synthpop

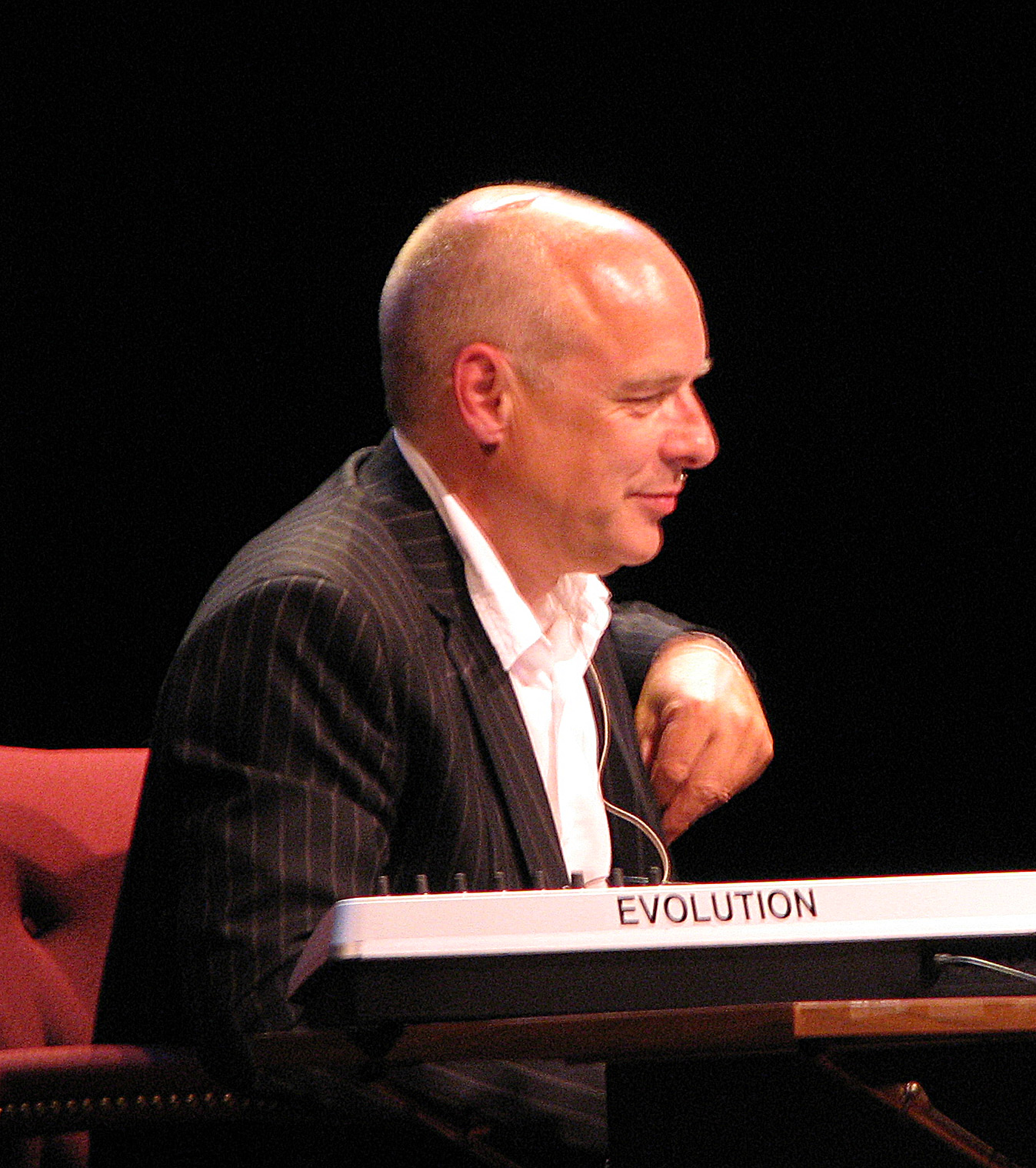
Brian Eno